# 24.ª Comandancia de la Guardia Civil del Perú
La 24.ª Comandancia de la Guardia Civil – Caballería es una de las Unidades más emblemáticas de la Guardia Civil del Perú. Como Unidad de Servicio Policial Especial (Guardia de Asalto de a caballo) tiene como misión contribuir al mantenimiento del orden público así como prestar servicios de correrías tanto en las zonas urbanas como rurales. Entre sus equinos hay caballos de choque (para el servicio policial especial), de salto (para las competencias deportivas ecuestres) y de adiestramiento (usados por el Cuadro Blanco).

## Historia

### La Policía Montada del Perú a comienzos de la República
La Primera Constitución del año 1823, en los artículos 165.º y 177.º, establece que: «Constituyen la Fuerza Armada de tierra: El Ejército de Línea, la Milicia Cívica y la Guardia de Policía". "Se creará una Guardia de Policía en todos los departamentos que la exijan conforme a sus necesidades».
Durante el proceso de la independencia del Perú existía la Compañía de la Policía Montada que en ese tiempo integraba los Cuerpos de Ejército del Centro.
Un año más tarde, en 1824, tropas libertadoras, provenientes de Venezuela y de Colombia, llegan al Perú, con la finalidad de consolidar su independencia, uniéndose al Ejército Patriota, cuya caballería estaba integrada por efectivos pertenecientes a la citada Compañía de la Policía Montada y al Regimiento de Caballería “Húsares de la Legión Peruana de la Guardia”, contando este último con cuatro Escuadrones, siendo el cuarto Escuadrón, organizado en Trujillo y a órdenes del Coronel EP Antonio Gutiérrez de la Fuente, el que dio origen en 1823 al Regimiento “Coraceros”, que participó en la batalla de Junín con el nombre de “Húsares del Perú”.
El 6 de agosto de 1824, en las pampas de Junín, la caballería patriota enfrenta a la realista. La audaz intervención del sargento mayor Andrés Rázuri, del Regimiento “Húsares del Perú”, ocasiona que la derrota, que ya era inminente, se trastoque en victoria, naciendo así el Regimiento de Caballería “Glorioso Húsares de Junín” N.º 1.
Posteriormente se emite el Decreto Supremo de creación de la “Guardia Nacional”, fechado el 7 de enero de 1825 y firmado por Simón Bolívar, en el que se consideran unidades de a caballo, determinándose que debía existir un ejército regular para continuar con la lucha independentista y otro fuera de línea que se encargaría de la paz en los territorios ya liberados.

### Creación de la Gendarmería de a caballo
Durante el Gobierno del General don José Rufino Echenique Benavente por Decreto Supremo del 14 de abril de 1852, se crea la Gendarmería, institución que cumple la función policial entrando en funciones, en el mismo año de su creación (1852), 8 Compañías de Gendarmes de Infantería y un Regimiento de Gendarmes de Caballería compuesto de cuatro Escuadrones, y el 31 de diciembre de 1873, se crea la Guardia Civil del Perú, la cual contaba con fuerzas de a caballo.
En Lima esta función la cumplía un Escuadrón de Gendarmes de Caballería.
Ambas Fuerzas de Policía, Guardia Civil (Policía Urbana) y Gendarmería (Policía Rural), se mantuvieron activas hasta 1922 en que pasaron a servir de base en la constitución de los nuevos Cuerpos Policiales denominados: Seguridad (Policía Urbana) y Guardia Civil (Policía Rural) los cuales iban a reemplazar a la antigua Guardia Civil y a la Gendarmería.

### La reorganización de la Gendarmería de a caballo en el gobierno de Leguía
En el siglo XX, la policía moderna fue producto de la reorganización iniciada en 1919 por el presidente Augusto Bernardino Leguía Salcedo, creándose en 1922 la Escuela de la Guardia Civil y Policía de la República.
En el Decreto Supremo del 12 de abril de 1923 "Efectivo del Cuerpo de Seguridad de la República" se determinó la constitución de un Regimiento de Infantería de 4 batallones y un Escuadrón de Caballería, distribuyendo las Unidades en cada una de las Regiones creadas; precisando entonces los efectivos de cada una de las comisarías (denominadas en ese tiempo como Compañías de Seguridad) tanto en la Gran Lima como en cada una de las Regiones Policiales del país.
Como consecuencia de la reforma policial llevada a cabo por Leguía el  decreto del 31 de diciembre de 1923 disolvió los Escuadrones (de Gendarmes de Caballería) de la “Guardia de Lima” (que formara el presidente José Pardo y Barreda y con sede en la “Quinta de Presa”), el “Rural de Lima” y el “Escuadrón Provincial” para que sus efectivos pasasen voluntariamente a la Escuela a adquirir la instrucción policial española que los capacitara para formar los Escuadrones (de Caballería) de la nueva Guardia Civil

### Formación de la Caballería del Cuerpo de Seguridad y de la Guardia Civil

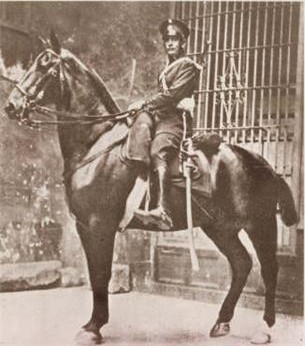
Guardia de Caballería del Cuerpo de Seguridad de la República entre los años 1924 - 1937

De esta manera, el Escuadrón de Gendarmes de Caballería "Guardia de Lima" pasa a ser el Escuadrón de Caballería de Seguridad "Guardia de Lima" y, junto al Escuadrón de Seguridad "Provincial” (ex "Escuadrón Provincial" de la Gendarmería de a caballo), pasó a conformar la Caballería del Cuerpo de Seguridad de la República, que era la nueva policía urbana que reemplazaba a la antigua Guardia Civil creada por el presidente Manuel Pardo y Lavalle en 1873.
De igual forma, el 18 de agosto de 1924 se crea la Primera Comandancia Mixta de la Guardia Civil, nombrándose al teniente coronel GC Manuel Pío Portugal Ramírez como su primer jefe, con un Batallón de Infantería, compuesto por dos Compañías, y un Escuadrón de Caballería (formado sobre la base de la antigua Gendarmería de a caballo). Sus elementos iniciaron su instrucción el mismo mes, egresando en 1925, siendo destacados los Guardias Civiles de las dos Compañías de Infantería al Cuartel San Lázaro (que fuera sede del Batallón de Gendarmes de Infantería N.º 2), ubicado en la Calle Matamoros, en el Rímac, y los del Escuadrón de Caballería al Cuartel ubicado en la esquina de los jirones Conchucos y Teniente Rodríguez, en los Barrios Altos, Lima, cuartel que, luego de que se inaugurara el 30 de enero de 1937 el nuevo Cuartel de la 1.ª Comandancia de la Guardia Civil en la Avenida 28 de Julio N.º 1644 del Distrito de La Victoria y que en 1984 fuera denominado "teniente general GC Jorge Monge Llanos" (hoy cuartel de Radio Patrulla, del Escuadrón de Emergencia y del Escuadrón de Desactivación de Explosivos de la Policía Nacional del Perú), pasaría a ser sede del Escuadrón de Caballería de la Escuela de Guardias de la Escuela de la Guardia Civil y Policía hasta fines de 1965 en que se traslada al Centro de Instrucción de la Guardia Civil (hoy Escuela de Oficiales de la Policía Nacional del Perú) “Mariano Santos” en la Campiña, Chorrillos.
El Presidente Augusto B. Leguía reorganiza las Fuerzas del Cuerpo de Seguridad de la República, mediante Decreto Supremo del 17 de marzo de 1930, cuyo artículo 1.º, en su texto decía: «Las Fuerzas de Seguridad, que, conforme a la Resolución Suprema del 12 de abril de 1923, formaban un solo Regimiento Mixto de Infantería y Caballería para toda la República, constituirán en lo sucesivo, tantas Unidades autónomas de cada arma, como su efectivo creciente y las necesidades de diversas circunscripciones territoriales de la República requieran», disponiendo de esta manera, según lo establecido en dicho artículo, la autonomía de la función de caballería en la Policía, y los Escuadrones de Caballería de Seguridad Guardia de Lima y Provincial se convierten en el Primer Regimiento de Caballería de Seguridad, trasladándose completamente la Unidad de Caballería Policial, jinetes y caballos, de la “Quinta de Presa” al Cuartel “El Potao”, ratificándose al coronel GC Manuel Rufino Martínez Martínez como primer jefe del Primer Regimiento de Infantería de Seguridad y nombrándose al teniente coronel GC Manuel Pella Cáceda como primer jefe del Primer Regimiento de Caballería de Seguridad con sede en el Cuartel “El Potao”.
Por Resolución Ministerial del 17 de julio de 1931, expedida durante el mandato del Presidente de la Junta Nacional de Gobierno David Samanez Ocampo y Sobrino, se le da al Cuartel “El Potao” la denominación de “Cuartel Guardia CS Manuel Gutiérrez Andea", cuyo nombre fue rectificado a “Cuartel Guardia CS Manuel Gutiérrez Candia”, quien se inmoló en la acción de armas de Paucarcolla - Puno, el 30 de junio de 1931, en defensa del orden constituido.
Por Decreto Supremo del 24 de febrero de 1938 el Primer Regimiento de Caballería de Seguridad se transformó en el Primer Regimiento de Caballería de la Guardia Civil, constituido por dos Escuadrones y un Pelotón Fuera de Línea, con el fin de prestar un mejor servicio de policía rural.
Al fusionarse, por mandato del Presidente Manuel Prado Ugarteche, los Cuerpos de Seguridad y Guardia Civil en un Cuerpo denominado Guardia Civil por el Decreto Supremo del 5 de enero de 1944, el Primer Regimiento de Caballería de la Guardia Civil se transformó en la 24.ª. Comandancia de la Guardia Civil – Caballería, integrada por tres Escuadrones y un Pelotón Fuera de Línea, organización que rige hasta la fecha.

### La Policía Nacional Montada actual
Por la reforma dada durante el gobierno del Presidente Alan García Pérez, en 1986 se fusionan las instituciones policiales denominadas Guardia Civil, Policía de Investigaciones y Guardia Republicana, denominándoseles Fuerzas Policiales, trayendo como consecuencia la creación de la Policía Nacional del Perú por la Ley N.º 24949 del 6 de diciembre de 1988, por lo que la 24.ª. Comandancia de la Guardia Civil – Policía Montada - Unidad de Servicio Policial Especial asentada en el Cuartel “Manuel Gutiérrez Candia” pasa a denominarse 24.ª. Comandancia de la Policía Nacional del Perú.
El 6 de agosto de 1992 el Comandante PNP Primer Jefe de la 24-CPNP–Policía Montada solicitó al Teniente General PNP director general de la Policía Nacional del Perú declarar al Cuartel “Manuel Gutiérrez Candia”, Museo Histórico Policial.
En 1993, al redistribuirse las fuerzas de la Policía Nacional del Perú debido a la reorganización, se le cambia la denominación por la de “Unidad de Policía Montada”.
Por la Arquitectura de sus edificaciones, las cuales se diseñaron siguiendo el modelo de la Legión Extranjera de Francia, el Cuartel "Guardia CS Manuel Gutiérrez Candia" fue declarado en el año 2000 por el Instituto Nacional de Cultura como Monumento Histórico de la Nación y por el Concejo Distrital del Rímac como Zona Monumental del Rímac.
En el año 2001, se le denominó “Unidad de Servicios Especiales Norte - El Potao”.
Desde el año 2003 pasa a denominarse “División de Control de Disturbios Norte”.
Finalmente por Resolución Directoral N.º 1328-05-DIRGEN-EMG del 6 de julio de 2005 pasa a denominarse Departamento de Policía Montada.
El Departamento de Policía Montada forma a jinetes especializados en pruebas y maniobras ecuestres y actualmente está compuesto por 3 Escuadrones, de dos Pelotones cada uno, la Banda de Guerra, y un Pelotón Fuera de Línea. El 1.er. Escuadrón está conformado por caballos negro zaino; el 2.º. Escuadrón, por castaños y el 3.er. Escuadrón por alazanes. Estos Escuadrones prestan servicios de correrías tanto en zonas urbanas como rurales y en cuanto a seguridad ciudadana cumplen funciones de control de disturbios y de multitudes y prestan resguardo en los espectáculos culturales y deportivos.

## Misión
Realizar servicio policial de patrullaje rural a caballo (servicio de correrías) de apoyo al servicio policial básico en las zonas alejadas y donde, por la naturaleza del terreno, las unidades policiales motorizadas no lo pueden hacer, a fin de velar por la prevención de los delitos y faltas, recibir denuncias e investigar los delitos y las faltas; hacer notificaciones y capturar delincuentes con requisitoria policial, y ayudar y orientar al público, y, como unidad de servicio policial especial, contribuir al mantenimiento del orden público e interno empleando el caballo como medio de disuasión en el control de las multitudes tales como en las reuniones promovidas por los partidos políticos, en las huelgas y los paros de trabajadores, en los eventos deportivos, en los espectáculos de masas, así como en la represión de los desórdenes callejeros promovidos por elementos delictivos y antisociales, etc.

## Composición actual
El Regimiento de Caballería de la 24-CGC-USPE está compuesto por tres escuadrones:
- 1.er Escuadrón.
- 2.º Escuadrón.
- 3.er Escuadrón.

Integran también el regimiento la Banda de Guerra de clarines y el Pelotón fuera de línea.

## Cuarteles y guarniciones
Como Escuadrón de Gendarmes de Caballería "Guardia de Lima" tuvo su sede en la parte posterior de la Quinta de Presa (hoy Cuartel "Teniente Coronel GRP Juan Benites Luna" ex cuartel de la Guardia Republicana del Perú y local actual del complejo administrativo de la Policía Nacional del Perú), en la Calle Los Cibeles S/N del distrito del Rimac.
El Presidente Augusto B. Leguía, al reorganizar las Fuerzas del Cuerpo de Seguridad de la República, mediante Decreto Supremo del 17 de marzo de 1930 dispone la autonomía de la función de caballería en la Policía y los Escuadrones de Caballería de Seguridad Guardia de Lima y Provincial se convierten en el Primer Regimiento de Caballería de Seguridad, trasladándose completamente los jinetes y caballos de estos escuadrones, de la “Quinta de Presa” el primero y del Cuartel "San Lázaro" el segundo al Cuartel “El Potao”, situado en el actual jirón Cajamarca N.º 661, en el distrito del Rimac. Este cuartel lleva el nombre del Guardia del Cuerpo de Seguridad Manuel Gutiérrez Candia y por la Resolución Directoral Nacional N.º 242/INC del 9 de marzo de 2000 fue declarado Monumento integrante del Patrimonio Cultural de la Nación por poseer valores arquitectónicos, históricos y urbanísticos que ameritan su conservación.